# ラリマー郡 (コロラド州)
ラリマー郡（英: Larimer County）は、アメリカ合衆国コロラド州の北部に位置する郡である。ワイオミング州との州境に沿ったコロラド東部平原の外れ、フロント山脈の北端に位置している。人口は35万9066人（2020年）。郡庁所在地はフォートコリンズ市であり、同郡で人口最大の町である。郡の全体がフォートコリンズ・ラブランド都市圏を構成している。郡名はデンバーの設立者だが、郡内には一度も足を運んだことがないと考えられているウィリアム・ラリマー・ジュニアに因んで名付けられた。

## 歴史
ラリマー郡は1861年11月1日にコロラド準州によって創設された最初の17郡の１つである。しかしその西側の郡境については論争があった。つまりその境界はメディシンボウ山脈で終わるか、あるいはさらに48キロメートル西のアメリカ大陸分水界で終わるかだった。1886年コロラド州最高裁判所は大陸分水界だという判決を下したが、それとメディシンボウ山脈の間の土地は1909年にジャクソン郡として分離された。
金、銀など鉱業で設立されたコロラド州の他地域とは異なり、ラリマー郡の開拓地はほとんど全てが農業に基盤を置いており、コロラド・ゴールドラッシュの初期にはこの地域で農業が成り立つと考える者は少なかった。鉱山ブームはラリマー郡とはほとんど関係なく過ぎ去った。1860年代には地域に灌漑設備が施され、そこから開拓地が広がるようになった。

### 初期の歴史

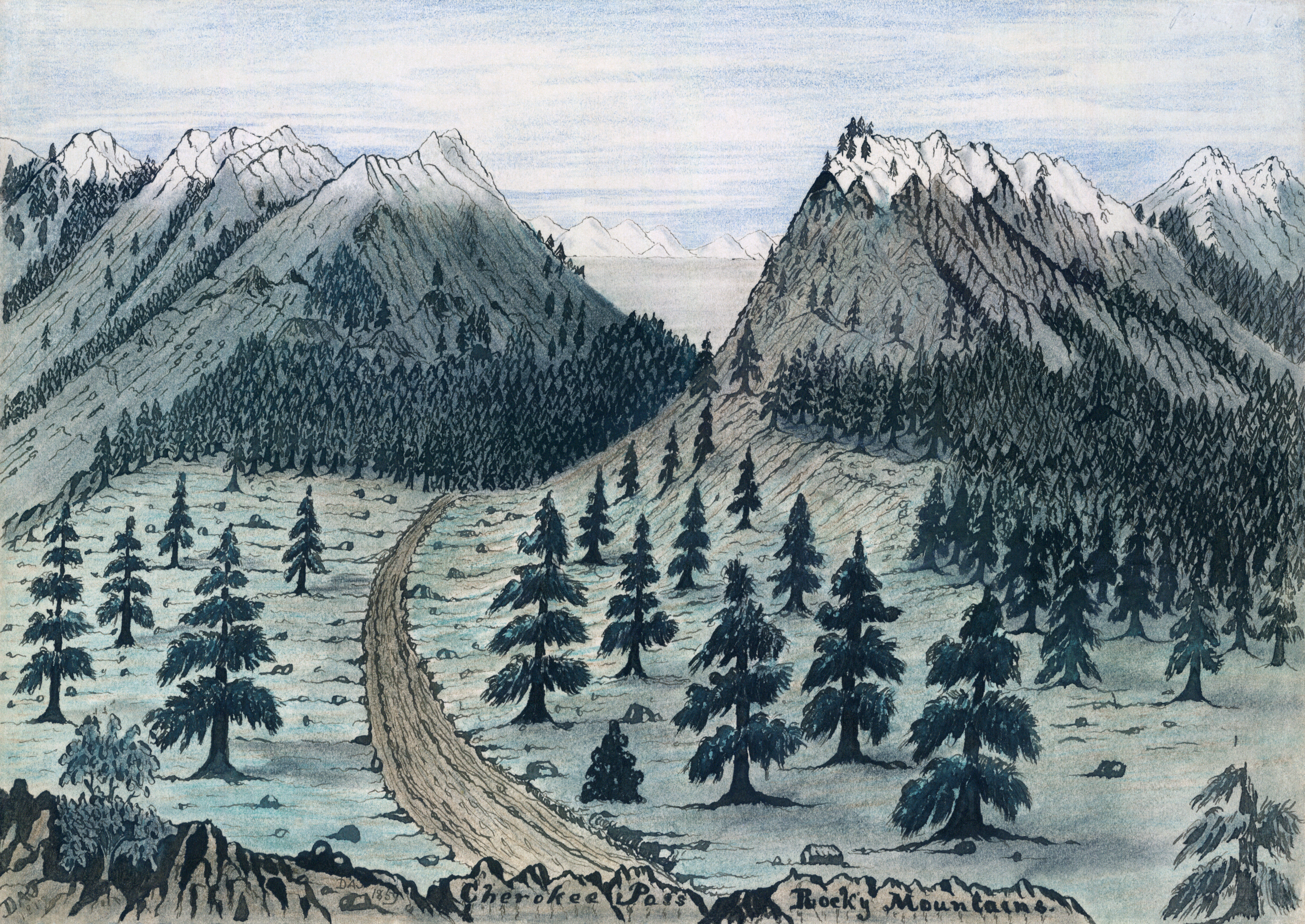
フォートコリンズ近くを通る荷車道、1850年6月7日に制作されたスケッチ

19世紀前半にヨーロッパ人がこの地域に到着した時、ユト族インディアンが山岳地域を、シャイアン族とアラパホ族が丘陵部の麓に沿った台地を占有していた。この地域が1803年のルイジアナ買収でアメリカ合衆国の領土となり、ミズーリ準州の一部として編入されてから間もなく、フランス人の毛皮罠猟師達が19世紀の初期に入ってきた。1828年、ウィリアム・H・アシュレーが現在のユタ州にあるグリーン川に向かう途中でキャッシュ・ラ・プーダー川を上った。この川自体はフランス語で「火薬を隠す」という意味があり、1830年代半ばにフランス語を話す罠猟師が、現在のラポートあるいはベルビューに近い川の堤に火薬を隠したという曖昧な出来事に端を発して、その名前が付けられていた。1848年、チェロキー族の一団がカリフォルニア州に向かう途中で、プーダー川の北支流に沿って郡内を過ぎ、ララミープレインズに行ったが、その道がチェロキー・トレイルと呼ばれるようになった。
この地域がネブラスカ準州の一部だった1858年、ララミー砦条約でシャイアン族とアラパホ族との交渉が纏まり、公式に白人開拓者に解放された。最初のアメリカ人開拓者は、同年にララミー砦から到着したアントワヌ・ジャニスが率いる一隊だった。1844年にベルビュー近くの地域を訪れたことがあり、「地球上で最も美しい場所だ」と言っていたジャニスは、戻ってきたときに公式に土地の所有権を登録し、現在のコロラド州では初の開拓地を、ラポートの西、コロナと呼んだ地に設立した。これとほぼ同じ時期に、マリアナ・メディナが現在のラブランドの西、ビッグトンプソン川沿いにナマクアと呼ぶ開拓地を設立した。1860年代にはプーダー川に最初の灌漑用運河が引かれた。
1862年、ジャニスが設立していた開拓地が陸路駅馬車路の停車地となった。この駅馬車路は北のワイオミングの中の経路ではインディアンからの攻撃の怖れがあったので、新たに設けられた。1861年、コロラド準州が組織化され、ラポートが最初の郡庁所在地に指定された。1862年、アメリカ陸軍がラポートの近くに前進基地を設け、キャンプ・コリンズと名付けられた。1864年6月に起きた大洪水によって、この基地が流され、アメリカ陸軍はより良い場所を探した。1860年にプーダー川沿いに入植していたジョセフ・メイソンの勧めで、陸路駅馬車路に沿ったメイソンの土地の下流側に基地を移した。この新しい基地の場所がフォートコリンズ市の町の核となり、陸軍が去った後の1873年に町は法人化された。この時までにメイソン達がコロラド準州議会を説得してフォートコリンズを郡庁所在地に指定させていた。1870年、準州議会はフォートコリンズを州立農業カレッジ（後のコロラド州立大学）の建設地に指定したが、それは暫く紙の上だけのことだったので、地元住民が最初の学舎を建てる費用を集めた。1873年、ロバート・A・キャメロンとグリーンリー・コロニーのメンバーがフォートコリンズ農業コロニーを設立し、それが町の都市計画を拡張し、人口を増やすことになった。

### 鉄道
郡初期住民の主要目標の1つは鉄道を誘致することだった。1870年にデンバー・パシフィック鉄道が郡内を通らず、東のウェルド郡グリーリーを通ったときに郡民は落胆した。しかし1877年にコロラド中央鉄道がゴールデンから北にロングモントを経由してワイオミング州シャイアンまで延伸され、郡内を鉄道が通った。フォートコリンズの町制委員会はこの鉄道線のために町の中心（さらにまだ建設されていなかったカレッジの敷地）を通る通行権を設定し、それが今日まで続く問題の発端になった。
新しい鉄道線に沿って、ラブランドやバーソウドのような新しい計画都市が立ち上がった。ラブランドはコロラド中央鉄道の社長、バーソウドはその測量長の名前に因んで名付けられた。同様に1903年設立のウェリントンの町は鉄道従業員の名前から採られた。3年後にグリーリー・ソルトレイク・アンド・パシフィック鉄道がユニオン・パシフィック鉄道の子会社として開通した。これはキャメロン峠を越える新しい大陸横断鉄道を建設する意図があった。この鉄道はその後山越えの線を延ばすことはなかったが、スタウトの石切り場とが接続され、郡内に新しい産業が興った。プーダー・キャニオンにある今はゴーストタウンとなっているマンハッタンを中心に金の探鉱も短期間だが行われた。

### 農業
川からの灌漑水に大きく頼っていた初期農業は、テンサイ栽培の導入で1902年に第二次のブームが起き、ラブランドにはグレート・ウェスタン砂糖会社の大型加工工場が建設された。その後の10年間、砂糖産業で働くためにロシア帝国から大量のドイツ系移民が入った。フォートコリンズ市のプーダー川北東部はこれら新しい家族を受け入れる住宅地になった。
1930年代、世界恐慌に続くコロラド・ビッグトンプソン・プロジェクトによる建設工事で農業生産性が飛躍的に高まり、フォートコリンズ周辺で最3の農業ブームが起こった。このプロジェクトでは、アメリカ大陸分水界西側斜面の水を集めて、東側のフロント山脈にあるボルダー郡、ラリマー郡およびウェルド郡に送り、また広大な貯水と分配のシステムを建設した。これで栽培可能な季節を延長でき、耕作可能な土地が大きく広がった。

## 地理
アメリカ合衆国国勢調査局に拠れば、郡域全面積は2633.86平方マイル (6,821.7 km2)であり、このうち陸地は2601.30平方マイル (6,737.3 km2)、水域は32.56平方マイル (84.3 km2)で水域率は1.24％である。

### 隣接する郡
- ララミー郡 (ワイオミング州) - 北東
- ウェルド郡 - 東
- ボルダー郡 - 南
- グランド郡 - 南西
- ジャクソン郡 - 西
- オールバニ郡 (ワイオミング州) - 北西

## 人口動態
以下は2000年国勢調査による人口統計データである。
| 基礎データ - 人口: 251,494人 - 世帯数: 97,164 世帯 - 家族数: 63,156 家族 - 人口密度: 37人/km2（97人/mi2） - 住居数: 105,392軒 - 住居密度: 16軒/km2（40軒/mi2） 人種別人口構成 - 白人: 91.44% - アフリカン・アメリカン: 0.66% - ネイティブ・アメリカン: 0.66% - アジア人: 1.56% - 太平洋諸島系: 0.08% - その他の人種: 3.41% - 混血: 2.19% - ヒスパニック・ラテン系: 8.27% 年齢別人口構成 - 18歳未満: 23.8% - 18-24歳: 14.2% - 25-44歳: 30.7% - 45-64歳: 21.8% - 65歳以上: 9.6% - 年齢の中央値: 33歳 - 性比（女性100人あたり男性の人口） - 総人口: 99.9 - 18歳以上: 98.2 | 世帯と家族（対世帯数） - 18歳未満の子供がいる: 31.7% - 結婚・同居している夫婦: 53.6% - 未婚・離婚・死別女性が世帯主: 7.9% - 非家族世帯: 35.0% - 単身世帯: 23.4% - 65歳以上の老人1人暮らし: 6.3% - 平均構成人数 - 世帯: 2.52人 - 家族: 2.99人 収入と家計 - 収入の中央値 - 世帯: 48,655米ドル - 家族: 58,886米ドル - 性別 - 男性: 40,829米ドル - 女性: 27,859米ドル - 人口1人あたり収入: 23,689米ドル - 貧困線以下 - 対人口: 9.2% - 対家族数: 4.3% - 18歳未満: 6.8% - 65歳以上: 4.4% |

## 教育学区
- パーク R3教育学区（エステスパーク）
- プーダー R1教育学区（フォートコリンズと周辺地域）
- トンプソン R2-J教育学区（バーソウドとラブランド）

## 都市と町

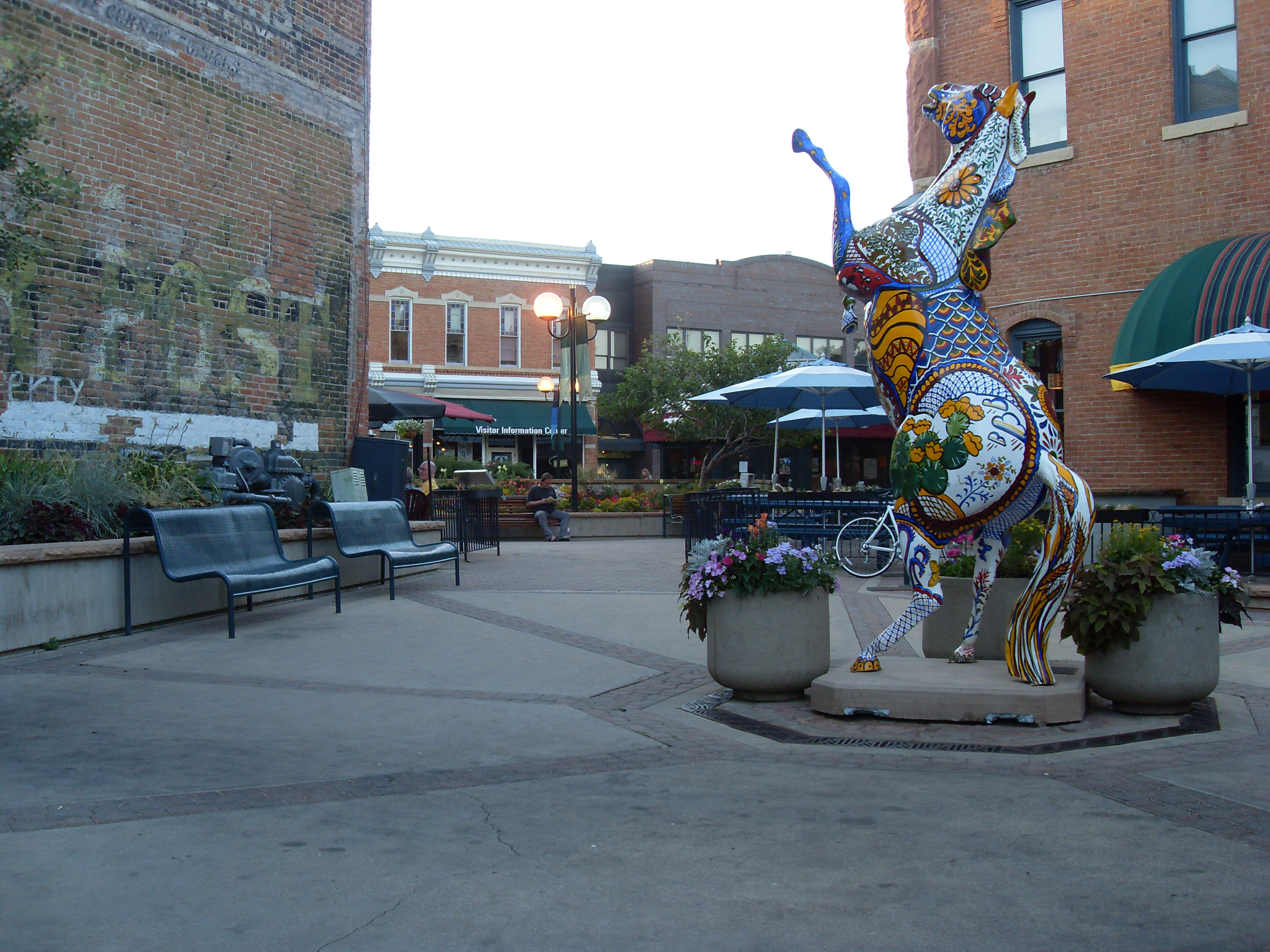
フォートコリンズの歴史地区

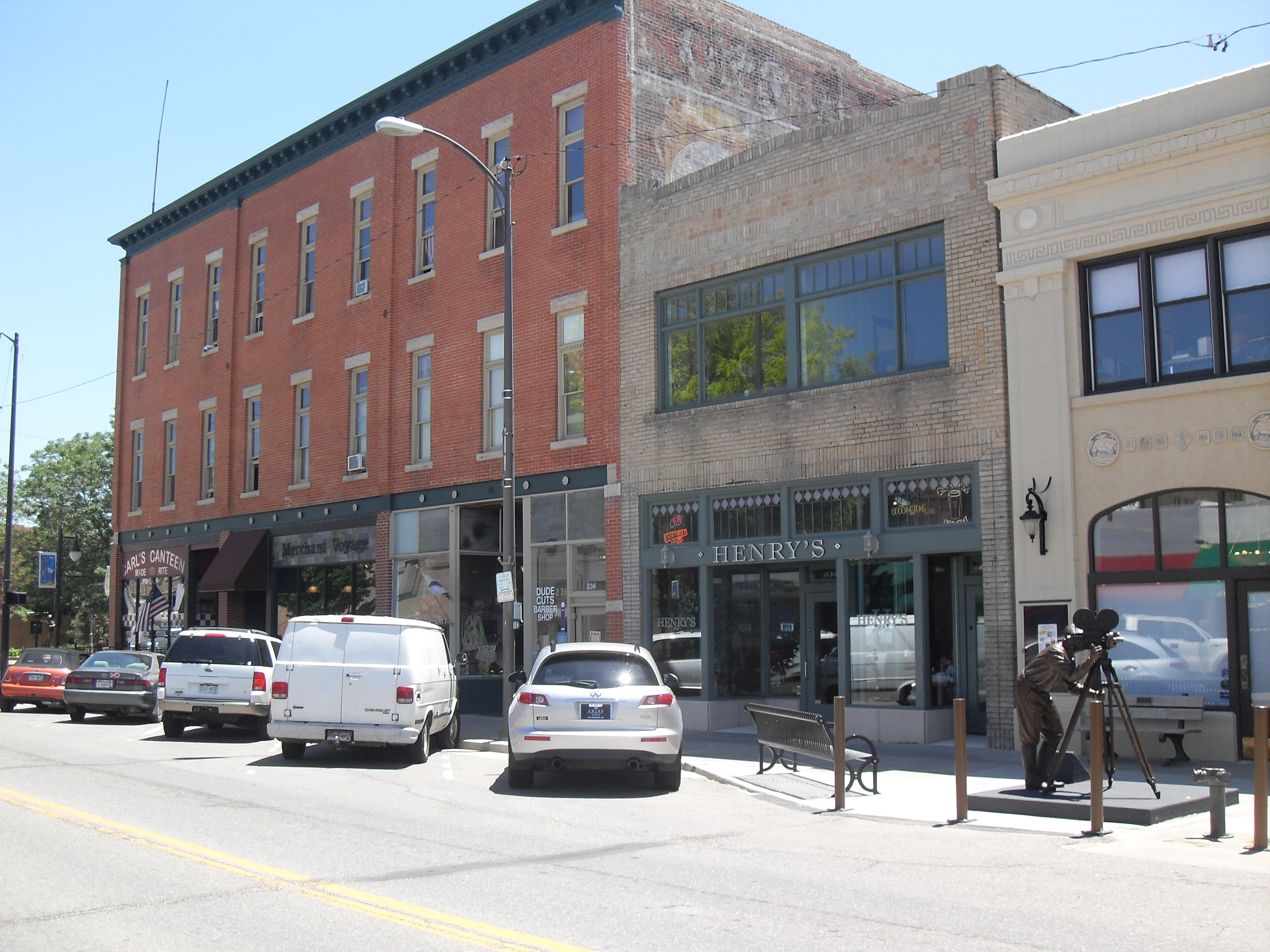
ラブランドの4番街

| - フォートコリンズ市 - 郡庁所在地 - ラブランド市 - バーソウド町 - エステスパーク町 - ジョンズタウン町 - ティムナス町 - ウェリントン町 - ウィンザー町（昔からウェルド郡内、1990年代にラリマー郡内まで拡大） | - ベルビュー - バッキー - キャンピオン - チェロキーパーク - ドレイク - グレンドベイ - グレインヘイブン - ラポート - リバモア - キニクニク - マンハッタン（ゴーストタウン） - メイソンビル - オールドローチ（ゴーストタウン） - パインウッドスプリングス - ピングリーパーク - プーダーパーク - レッドフェザーレイクス - ラスティック - テッズプレイス - バージニアデール - ウェイバリー |

## 国立公園
- ロッキーマウンテン国立公園、本部が郡内のエステスパークにある

## 国有林と原生地

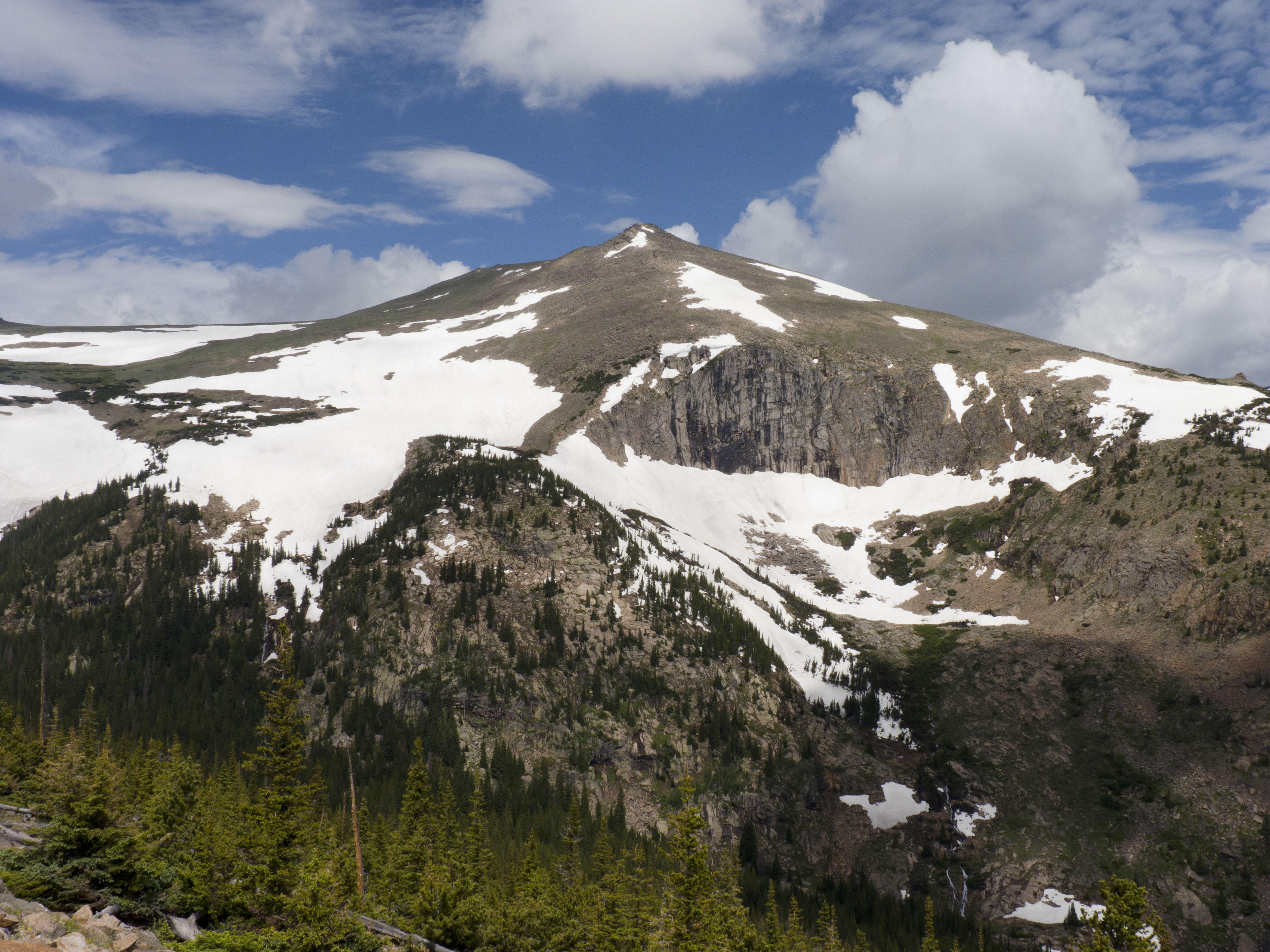
ロッキーマウンテン国立公園、

- ルーズベルト国立の森
- キャッシュ・ラ・プーダー原生地
- コマンチェピーク原生地
- ネオタ原生地
- ラワー原生地

## 州立公園
- ボイド湖州立公園
- ローリー州立公園

## 古代遺跡
- リンデンメイアー史跡国立歴史建造物

## 国立トレイル

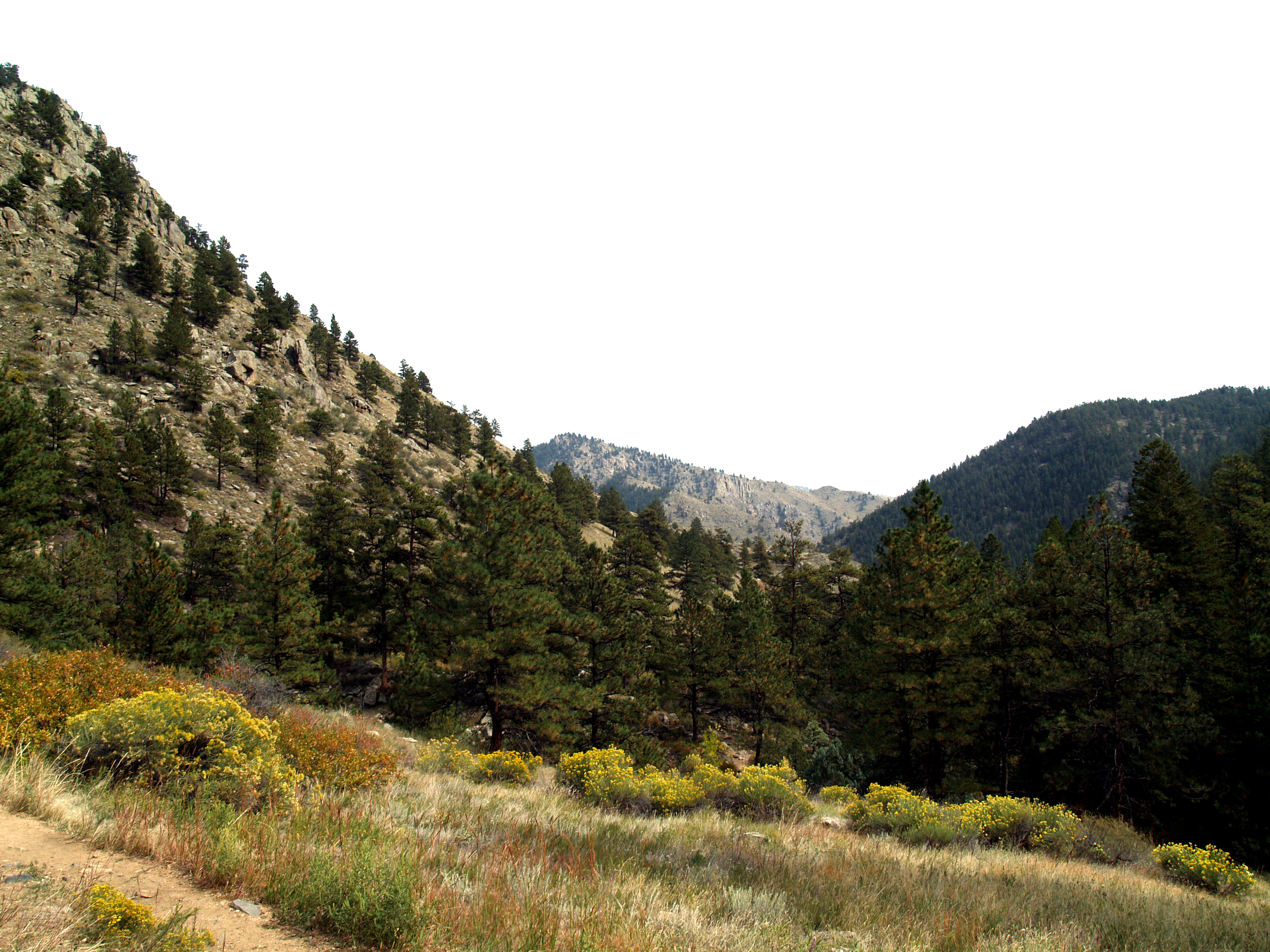
グレイロック山トレイル

- 大陸分水界国立景観トレイル
- グレイロック山トレイル
- マコネル山国立レクリエーション・トレイル
- ラウンド山レクリエーション・トレイル

## 自転車道
- グレートパークス自転車道
- プーダー川トレイル

## 景観道路
- キャッシュ・ラ・プーダー・ノースパーク景観歴史側道
- ピーク・トゥ・ピーク景観歴史側道
- トレイルリッジ道路/ビーバーメドウ国立景観側道

## その他の見どころ

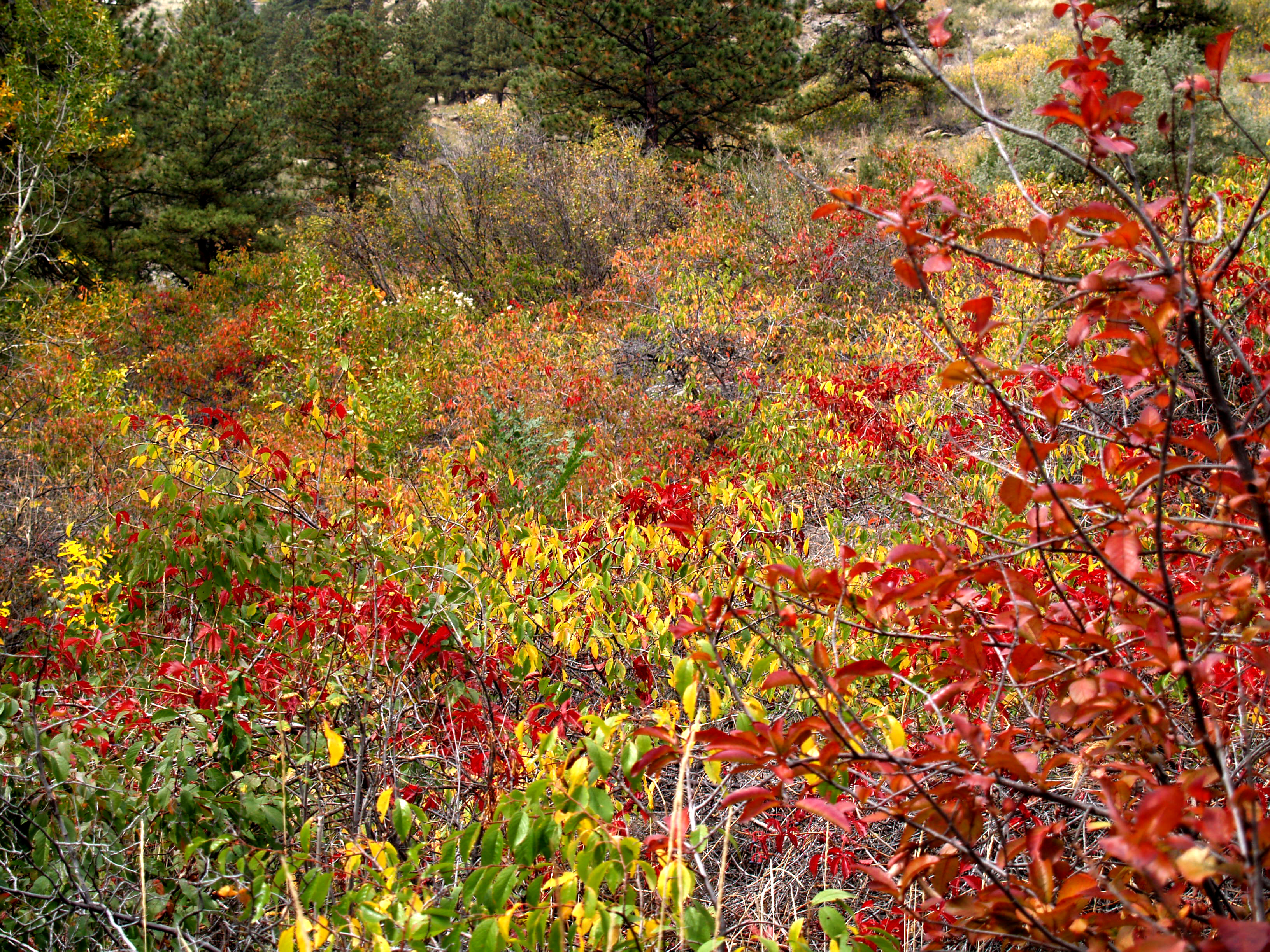
秋のプーダー・キャニオン

- プーダー・キャニオン
- バージニアデール
- コロラド州立大学
- ホーストゥース山
- メディシンボウ山脈
- フロント山脈